# Gustave Marissiaux
Gustave Marissiaux (* 1872 in Marles-sur-Canche; † 1929 in Cagnes-sur-Mer) war ein belgischer Fotograf, dessen Werk der piktorialistischen Stilrichtung zugerechnet wird.

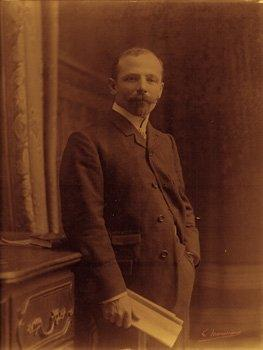
Gustave Marissiaux, um 1900

## Leben und Werk
Marissiaux wurde in Marles-sur-Canche, einer Gemeinde im französischen Département Pas-de-Calais, geboren. Ab 1890 befand sich Wohnsitz im belgischen Lüttich. Dort betrieb er ein Fotoatelier für Porträtaufnahmen.
Über die Umgebung Lüttichs fertigte er um die Wende zum 20. Jahrhundert mehrere Fotoreportagen an. In diesen stellte er die Lütticher Region in erster Linie durch Aufnahmen bei nebeligen Witterungsbedingungen vor. 1903 erhielt er einen Auftrag, die Kohlenminen in der Wallonie fotografisch zu dokumentieren. Die aufgrund dieses Auftrages entstandenen Aufnahmen genügen sowohl dokumentarischen Aspekten als auch den Anforderungen des piktorialistischen Fotografiestiles.  Bekannt wurde er aber auch durch seine während einer Italienreise, die ihn 1905 nach Venetien, in die Toskana und nach Umbrien führte, angefertigten Fotografien. Zu seinem Werk gehören neben Landschaftsaufnahmen auch Stadtansichten, Porträts und Akte. Sein fotografischer Stil ist charakterisiert durch eine ausgeprägt piktorialistische Sichtweise unter Verwendung von Stilelementen des Symbolismus.
Eine repräsentative Auswahl seiner Aufnahmen konnte er 1908 unter dem Titel  Visions d’artistes publizieren.
Marissiaux war Mitglied bzw. Gründungsmitglied der  "Association Belge de la Photography" und der "Société Française de Photographie”. Auf  Fotoausstellungen  in Roubaix 1899 und Turin 1903 gewann er bedeutende Preise.
Seine fotografischen Arbeiten entstanden in der Zeit zwischen 1895 und 1918. Zusammen mit  Léonard Misonne wird er als der wichtigste belgische Kunstfotograf seiner Zeit angesehen.
Arbeiten von Gustave Marissiaux sind ausgestellt im Musée de la Photographie in Charleroi, Belgien.

## Bildergalerie

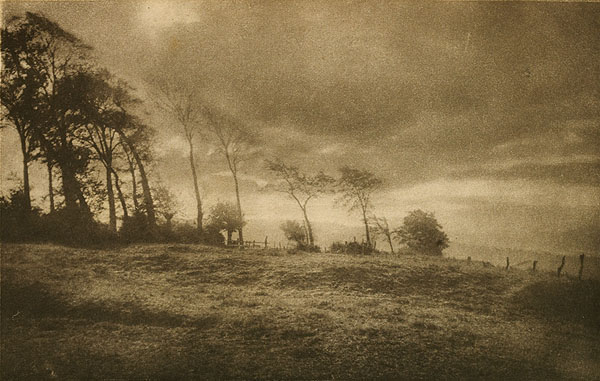
Coup de vent, 1901
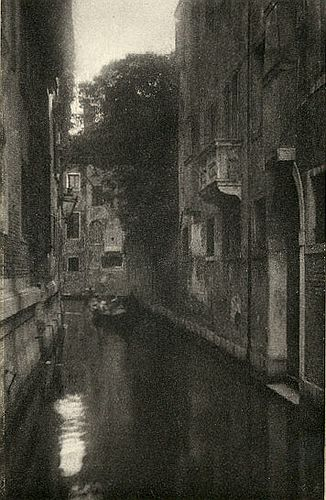
Un canal, 1908
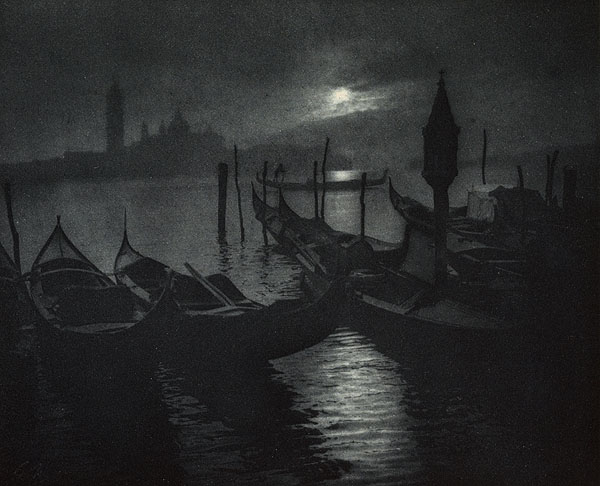
Nuit vénitienne, 1905
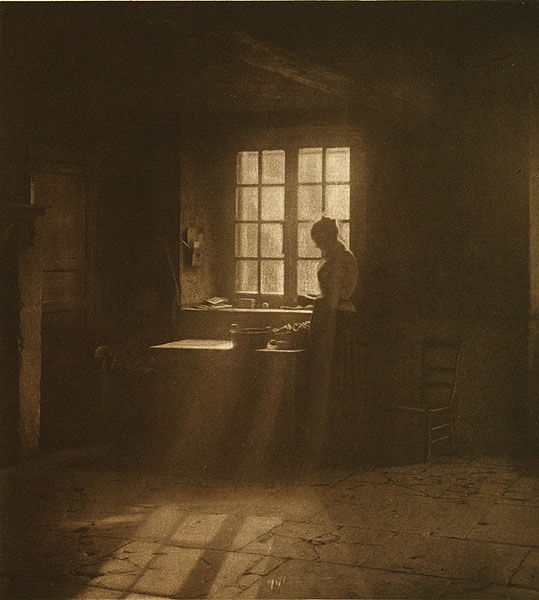
Intérieur, 1901
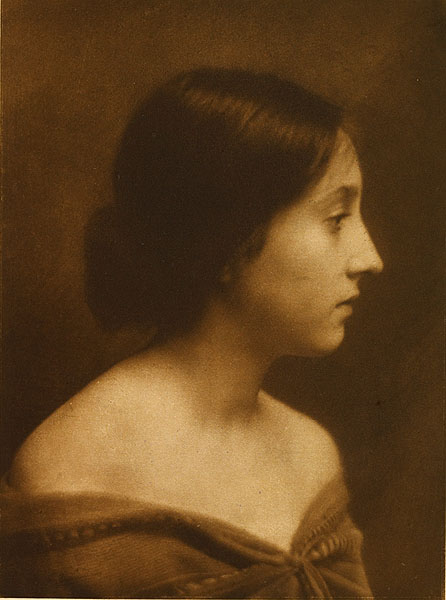
Jeune fille, 1899
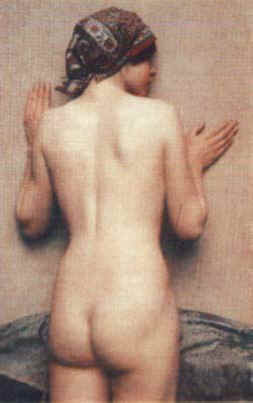
Nu, 1911